# Ocotillo Wells
Ocotillo Wells es un área no incorporada ubicada en el condado de San Diego en el estado estadounidense de California. La localidad se encuentra justo al lado de la Ruta Estatal de California 78 en Borrego Springs. La localidad cuenta con el Aeropuerto de Ocotillo.

## Geografía
Ocotillo Wells se encuentra ubicada en las coordenadas 33°8′N 116°8′O / 33.133, -116.133.